# Rundel
- Övre vänster: Enkel fylld rundel.
- Övre höger: Vapensköld med heraldiska rundlar.
- Undre vänster: Rundelmärke över BMW.
- Undre höger: Kokard som nationalitetsrundel för Storbritanniens flygvapen.

Rundel (äldre stavning: rundell) är en figur bestående av en cirkelskiva. Ordet används bland annat för att beskriva formen på objekt men även som term inom heraldisk symbolik för fyllda cirklar och som benämning för märken som bär ytterformen av en rundel. Bär en rundel koncentriska ringar kallas den ibland kokard efter mössmärket, då fransmännen började använda sin nationalkokard som rundel på stridsflygplan under första världskriget och därigenom spred konceptet.
Rundelmärken förekommer vanligen inom det militära men även kommersiellt som till exempel logotyp för företag.

## Nationalitetsbeteckning
Militära rundlar används som identifikationssymbol eller nationalitetsbeteckning och förekommer i flera olika utformningar, vanligen innehållande diverse heraldisk symbolik. De kan till exempel utformas som en kokard bestående av koncentriska ringar i olika färger. De kan även på flygplan, helikoptrar och ubåtar utformas som en rund vapensköld.

Finska flygvapnets nationalitetsrundel; vitblå kokard.
Svenska flygvapnets nationalitetsrundel; gulblå randad rundel med nationalsymbol.
Franska marinflygets nationalitetsrundel; rödvitblå kokard med sköldemärke.
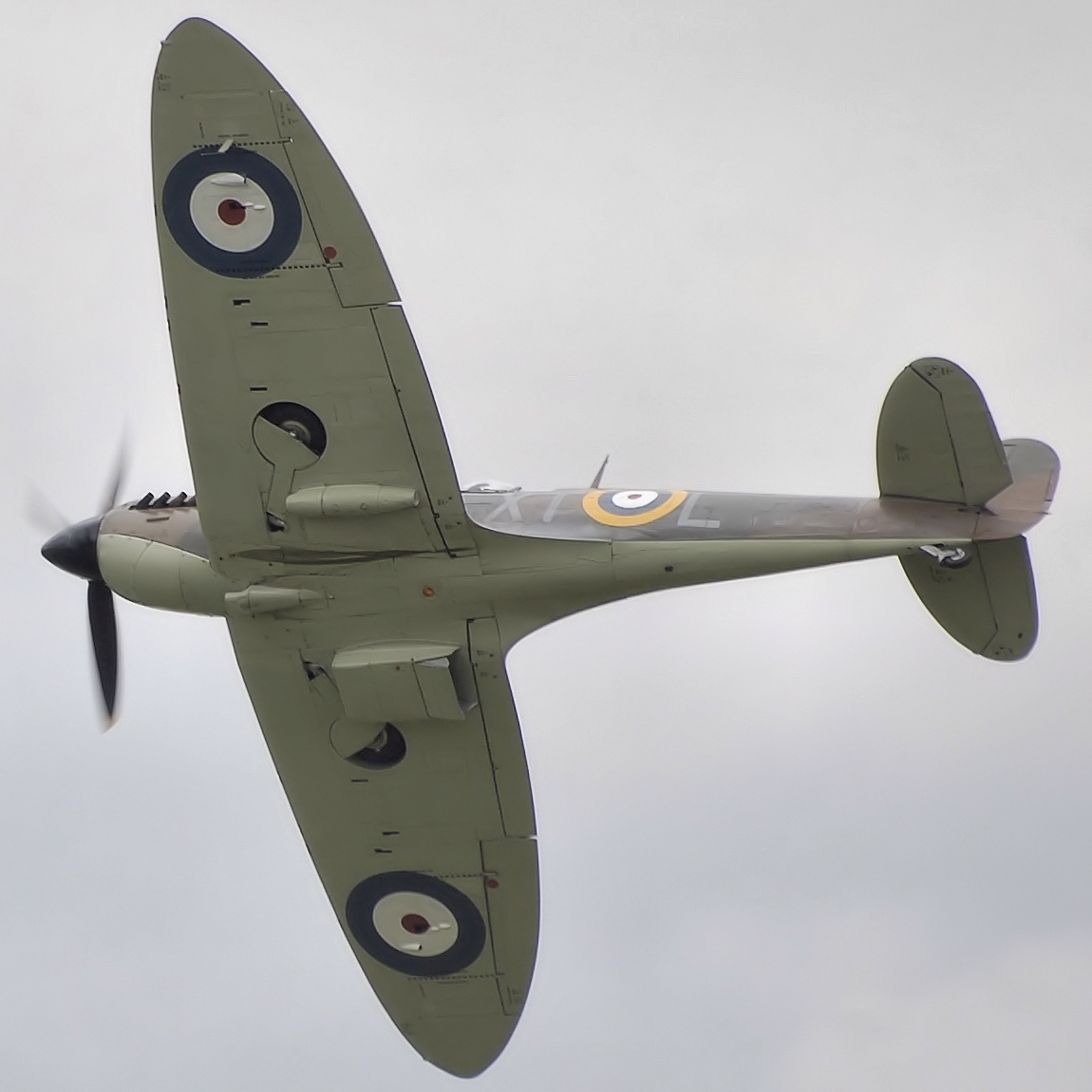
Brittiskt stridsplan märkt med nationalitetsrundlar på vingar och kropp.

### Svenska Akademiens Ordbok
Svenska Akademiens ordbok: Rundel (tryckår 1960) 

### Fotnoter
1. ↑  ”KULOR, RUNDLAR OCH BYSANTINER”. waslingmedia.se. 15 december 2018. https://waslingmedia.se/kulor-rundlar-och-bysantiner/. Läst 26 februari 2022.
2. ↑  ”Historiskt: Flygplanensmärkning.”. Flygvapennytt (Generalmajor Gösta Odqvist) (Nummer 3 1964):  sid. 18. https://www.aef.se/Flygvapnet/Tidskrifter/FV_Nytt/Flygvapennytt_1964-3.pdf. Läst 26 februari 2022.
3. ↑   R PARAD 2 2017, Reglemente Parad 2: Flaggor, fälttecken & heraldik. Svenska Försvarsmakten. 2017. sid. 70. https://www.forsvarsmakten.se/siteassets/2-om-forsvarsmakten/dokument/reglementen/r-parad-2-2017.pdf. Läst 26 februari 2022